# برايان ديجان (متسابق)
برايان ديجان (بالإنجليزية: Brian Deegan)‏ مواليد 9 مايو 1975 في أوماها، هو متسابق دراجات نارية أمريكي. اشتهر بنجاحاته في ألعاب إكس.

## روابط خارجية
- برايان ديجان على موقع IMDb (الإنجليزية)
- برايان ديجان على موقع قاعدة بيانات الفيلم (الإنجليزية)